# Kielmeyera grandiflora
Kielmeyera grandiflora är en tvåhjärtbladig växtart som först beskrevs av Heinrich Wawra, och fick sitt nu gällande namn av N. Saddi. Kielmeyera grandiflora ingår i släktet Kielmeyera och familjen Calophyllaceae. Inga underarter finns listade i Catalogue of Life.